# Picarquín
Picarquín es una localidad chilena ubicada en la comuna de Mostazal, aproximadamente a 30 kilómetros de Rancagua, en la Región del Libertador General Bernardo O'Higgins. Es conocida por ser donde se realizó el 19.º Jamboree Scout Mundial entre diciembre de 1998 y enero de 1999, donde se congregaron alrededor de 31.000 scouts y guías de todo el mundo. 
La Asociación de Guías y Scouts de Chile organiza anualmente aquí campamentos de lobatos y golondrinas, llamados Paxtú en recuerdo de la cabaña que Robert Baden Powell y Lady Olave, su esposa, tenían en Nyeri cerca de Nairobi, Kenia, en África Occidental donde falleció el fundador de los scouts 1941; en el idioma aborigen significa lugar de paz.
Cuenta con una superficie total de 3.000 ha en las faldas de los cerros Picarquín y Negro. Existen 4 áreas habilitadas: la Aldea Teotihuacán, la Aldea Tikal, la Aldea Tiahuanaco y una Plaza Central.

## Infraestructura del lugar
El Centro de Formación y Eventos Picarquín tiene 3.000 ha. Fue construido por la Asociación de Guías y Scouts de Chile para realizar el 19.º Jamboree Scout Mundial, evento que reunió a más de 30.000 jóvenes provenientes de 158 países. Tiene fácil acceso por camino asfaltado de 8 km desde la ruta 5 sur, a menos de una hora de Santiago de Chile.
Dispone de: 122 ha de praderas empastadas artificiales; de 5,4 km de caminos interiores asfaltados; 14,4 km de caminos interiores estabilizados; 22.580 m² de parrones y otros espacios recreativos intermedios; 21 pabellones con cabinas sanitarias de albañilería reforzada; 2.784 m² de patios techados para actividades de invierno o bajo sombra; red propia de agua potable y de riego; red de alcantarillado, electricidad y gas; 800 ha de cerros y 2100 de quebradas cubiertas de bosque esclerófilo andino en muy buen estado de conservación; 40 ha reforestadas con árboles ornamentales y de instalaciones centrales para su administración. 

Ubicación de Picarquín en Chile.

Gracias a esas condiciones naturales y a las instalaciones que posee, el Centro permite el desarrollo de reuniones, cursos, seminarios, jornadas, retiros, festivales, excursiones, campamentos y todo tipo de actividades educativas no formales y de vida al aire libre. 
Sus grandes extensiones ofrecen la posibilidad de que, por ejemplo: 5.280 personas puedan pernoctar bajo carpa simultáneamente y disponer de espacio para actividades independientes; 24 grupos diferentes, de un máximo de 220 personas cada uno, pueden acampar con acceso a cabinas sanitarias con agua caliente, con divisiones para hombres y mujeres; sectores para adultos, jóvenes, personas con discapacidades y lavado de ropa y vajilla. 
Además, Picarquín tiene capacidad para alojar bajo techo a 1.052 personas, en diferentes tipos de acomodaciones.

## Atractivos
- Hacienda La Punta (5 km al sur del predio)
- Hotel La Leonera (17 km al sur oriente del predio)
- Hacienda La Compañía de Graneros (14 km al sur): antigua Casa Patronal que data de 1595.
- Mina El Teniente (53 km al sur del predio)